# Průmyslová zóna Hrabová
Průmyslová zóna Hrabová (CTPark Ostrava) je průmyslová zóna na jižním okraji Ostravy v části městského obvodu Hrabová u dálnice D56. Vybudovala ji v roce 2007 společnost CTP, která je dodnes[kdy?] většinovým vlastníkem. Rozprostírá se na ploše 115 hektarů a vytváří okolo 9400 pracovních míst. Investoři v zóně dohromady proinvestovali do konce roku 2020 celkem 24,1 mld. Kč. Dopravní infrastruktura zajišťuje napojení na dálnici ve směru na centrum Ostravy, na Frýdek-Místek a na Příbor. 

## Firmy
V průmyslové zóně působí několik desítek firem – např. Moneta Money Bank, Coca-Cola,  Continental Automotive Czech Republic. V roce 2021 se připravuje otevření dalších provozů firem podnikajících v automobilovém průmyslu (Škoda Vagonka, Hyundai Steel a Brembo) s 500 pracovními místy.
Některé firmy působící v CTParku v roce 2019:
| Budova | Firma                                   | Typ                                   |
| ------ | --------------------------------------- | ------------------------------------- |
| A+B    | Moneta Money Bank                       | banka                                 |
| B      | Spice Box sro                           | restaurace                            |
| C      | CTP                                     | developerská fima                     |
| C      | Coca Cola                               | distribuce nápojů                     |
| C      | SMC                                     | vzduchové jednotky, ventily ap.       |
| C      | CON CS                                  | development                           |
| O24    | Fresenius Kabi                          | distribuce léčiv                      |
| O24    | Alfa Computer / T.S.BOHEMIA             | sklad a výdej e-shopu                 |
| O24    | TROST AUTO SERVICE TECHNIK spol. s r.o. | náhradní díly pro automobily          |
| O25    | Český Caparol                           | konstrukce a hobby                    |
| O25    | STAHLGRUBER CZ                          | náhradní díly pro automobily          |
| O25    | Autoservis Mihula                       | autoservis                            |
| O25    | Ascendum Stavebni                       | prodej / pronájem stavebních zařízení |
| O25    | ADEMCO CZ                               | bezpečnostní systémy                  |
| O26    | Hutchinson                              | automobilový průmysl                  |
| O27    | UFI                                     | výroba filtrů do automobilů           |